# Ida Wronker

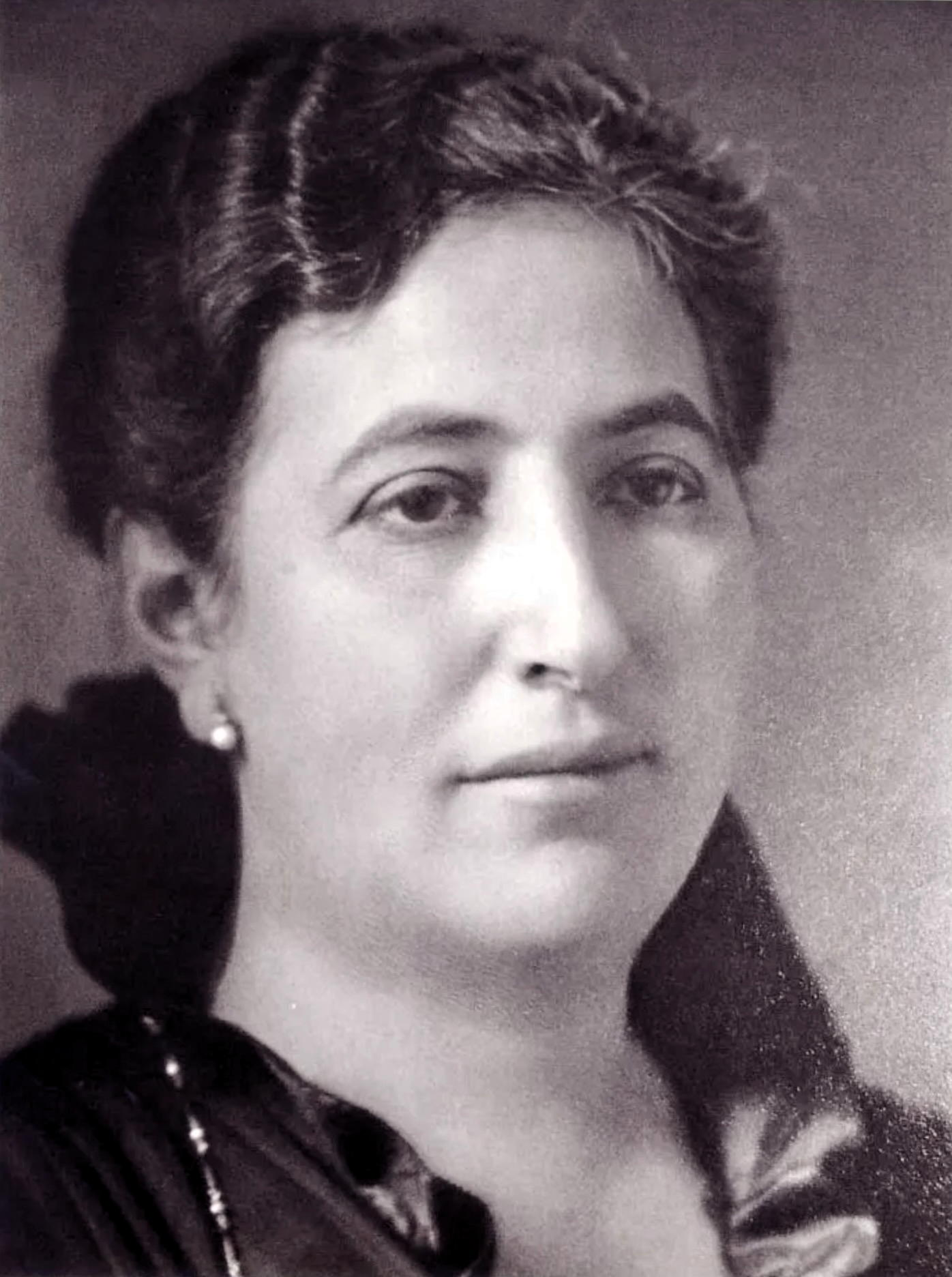
Ida Wronker, geb. Friedeberg, um 1912

Ida Wronker, geb. Friedeberg, (geboren am 6. April 1871 in Birnbaum; gestorben nach dem 23. September 1942 im Vernichtungslager Auschwitz-Birkenau) war eine deutsche Kauffrau, Handlungsbevollmächtigte und Vorstandsmitglied eines süddeutschen Warenhaus-Konzerns sowie eine Philanthropin.

## Familie

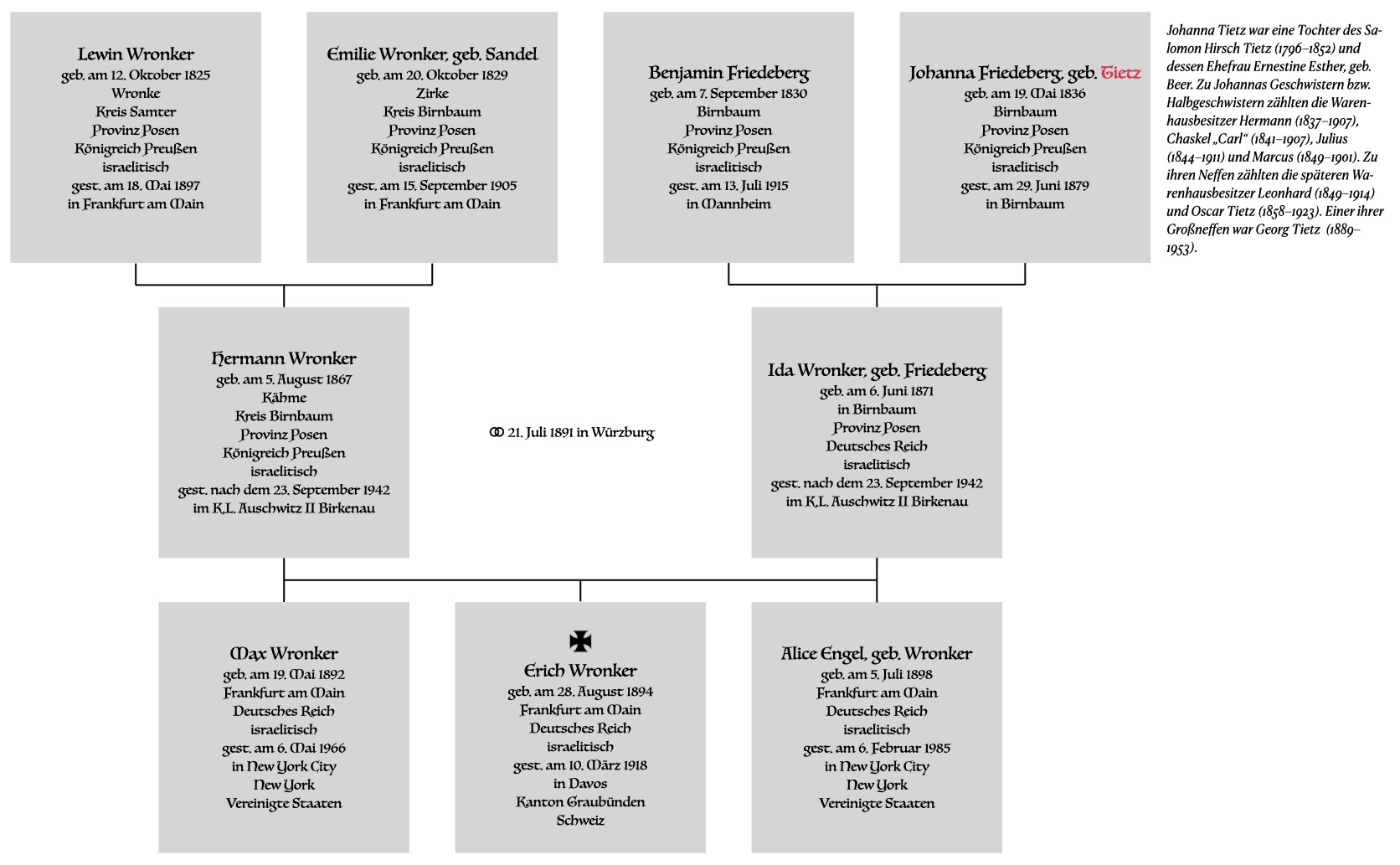
Stammbaum des Ehepaares Hermann Wronker & Ida, geb. Friedeberg, inkl. Verweis auf Idas Verwandtschaft mit der Familie der Warenhausbesitzer Tietz

Ida wurde 1871 als viertes von sechs Kindern des Kaufmanns Benjamin Friedeberg (1830–1915) und dessen Ehefrau Johanna, geborene Tietz (1836–1879) geboren. Ihre Mutter war eine Schwester der Warenhausbesitzer Hermann (1837–1907), Marcus (1849–1901), Chaskel „Carl“ (1841–1907) und Julius Tietz (1844–1911) und Tante der Warenhausbesitzer Leonhard (1849–1914) und Oscar Tietz (1858–1923). Sie starb, als Ida acht Jahre alt war.
Am 21. Juli 1891 heiratete die 20-jährige Ida in Würzburg den 23-jährigen Kaufmann und Unternehmer Hermann Wronker (1867–1942). Dessen älterer Bruder Simon Wronker war mit Idas sieben Jahre älterer Schwester Eva verheiratet. Mit ihrem Mann ließ sie sich im selben Jahr in Frankfurt am Main nieder, wo sie zunächst im Haus Zeil 14/16III. wohnten. Im Erdgeschoss desselben Gebäudes hatte ihr Ehemann ein Textilwarengeschäft eröffnet.
Aus ihrer Ehe gingen drei Kinder hervor: Max (1892–1966), Erich (1894–1918) und Alice (1898–1985).

## Wirken
Im Jahr 1896 zog die junge Familie in das Eckhaus Hasengasse 15–17 / Holzgraben 2, ein durch Hermann Wronker als Bauherr errichteter Neubau, der als Wohn- und Geschäftshaus geplant war. Darin residierte nun auch das Warenhaus S. Wronker & Co. Wenige Monate später, am 25. Februar 1897, brannte das Gebäude aus, so dass Ida mit ihren 4- und 2-jährigen Kleinkindern Max und Erich vorübergehend in die Bockenheimer Landstraße 97p. umziehen musste.

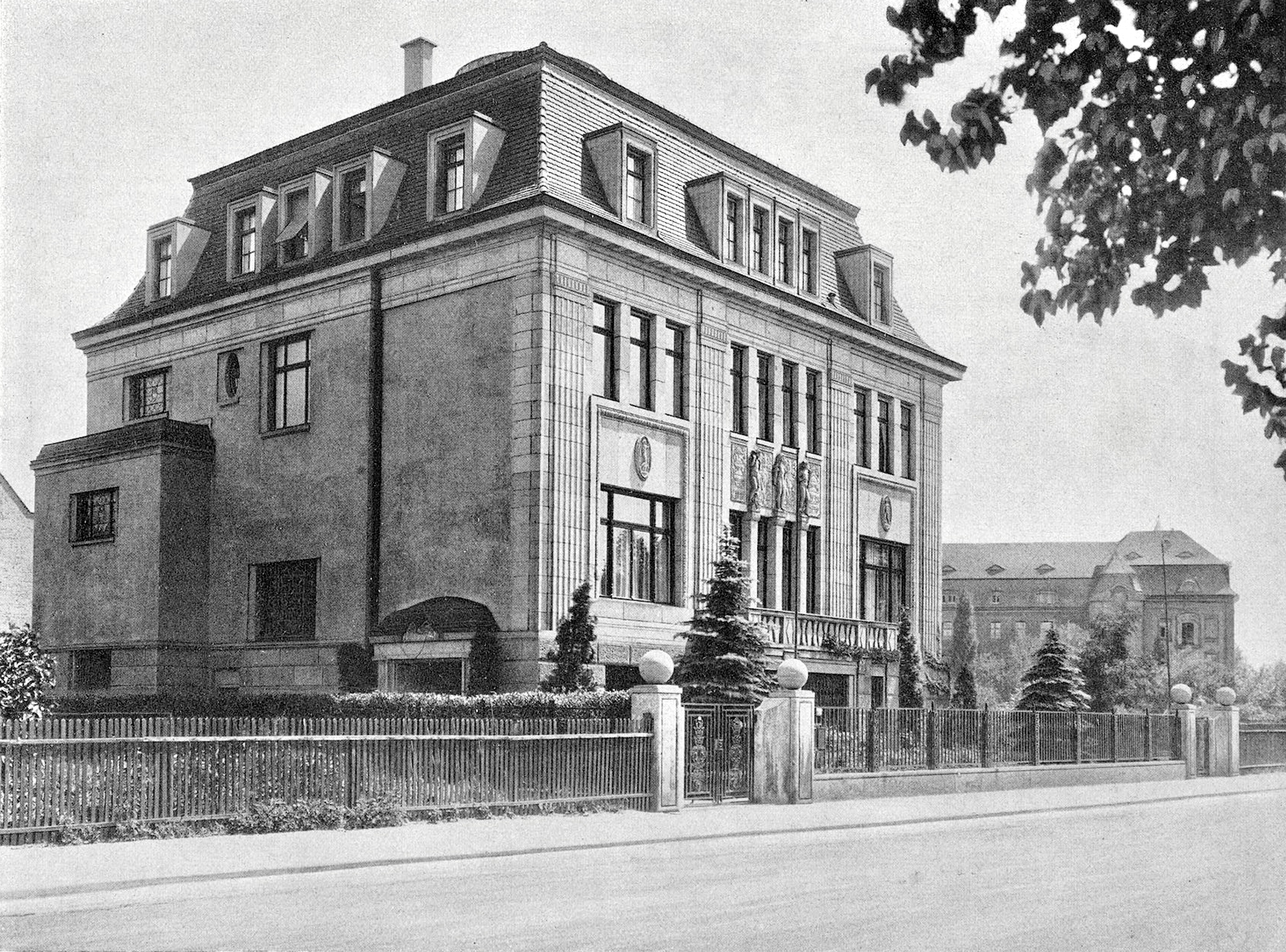
Der Hauptwohnsitz des Ehepaares Hermann & Ida Wronker, Bj. 1911, Hohenzollernplatz 76 / ab 1919: Platz der Republik 76

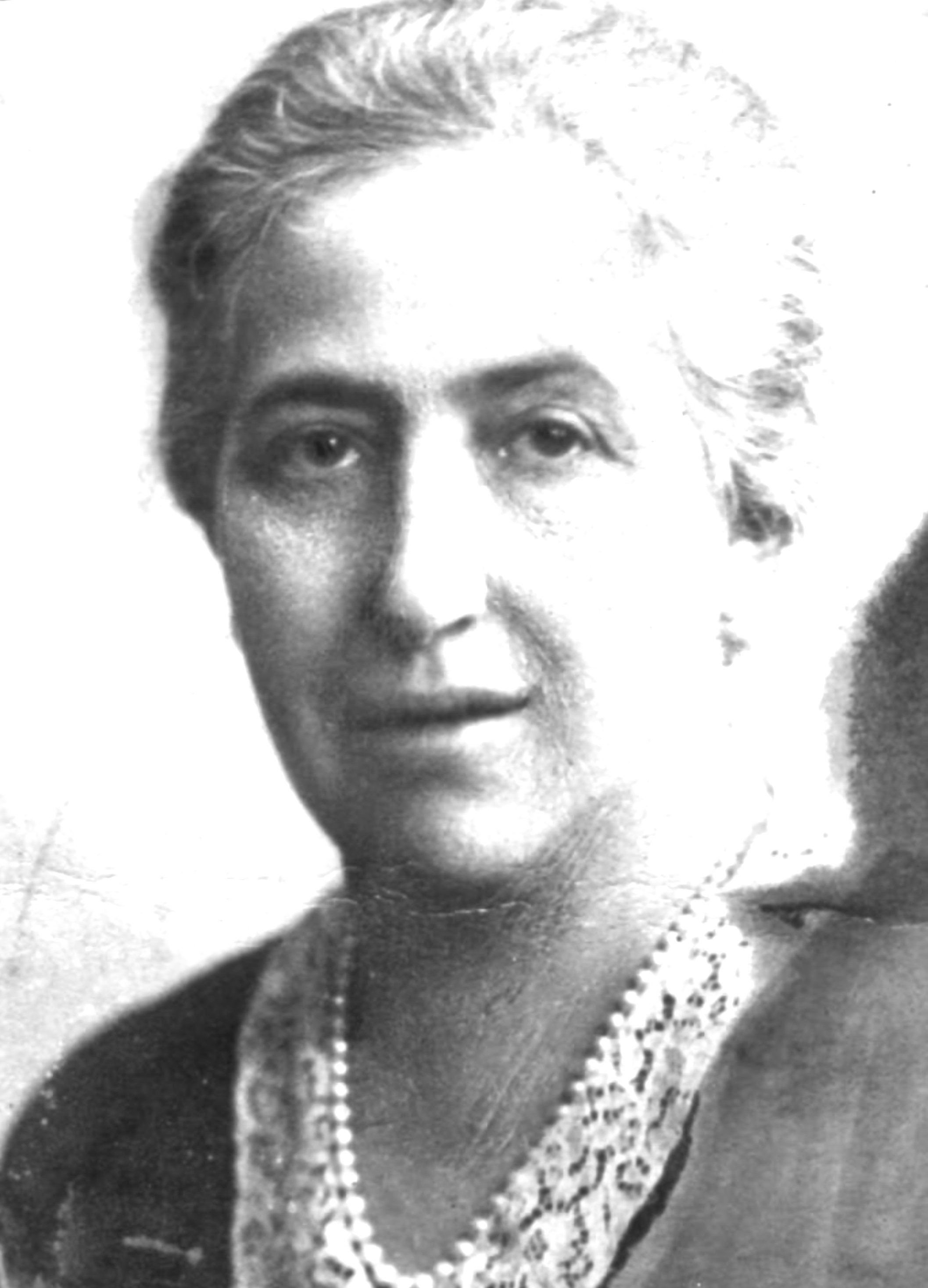
Ida Wronker, um 1925

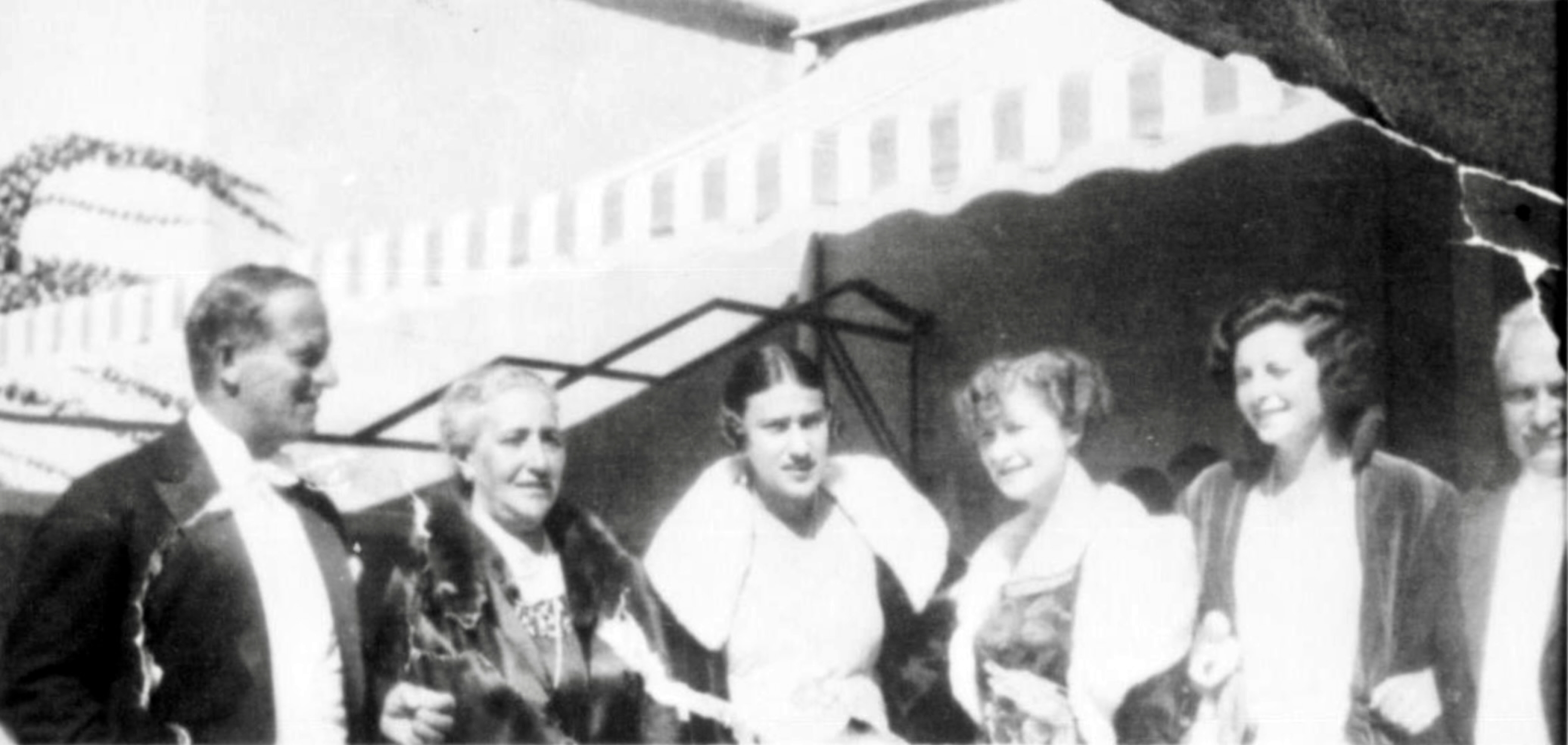
Familientreffen im Zürcher Grand Hotel Dolder (Fotofragment); von links Hermann Engel; Ida Wronker, geb. Friedeberg; Alice Engel, geb. Wronker; Irma Martha Wronker, geb. Lichter; eine nicht identifizierte junge Dame und ganz rechts Hermann Wronker, August 1932

Die ganztägige Betreuung ihrer (ab 1898) drei Kinder durch eine Gouvernante verhalf Ida Wronker ab etwa 1901 zu mehr Zeit für ihre eigene Weiterentwicklung, die sie einerseits im geschäftlichen, andererseits aber auch im wohltätigen Bereich erkannte. 1905 erhielt sie Einzelprokura für das Warenhaus ihres Ehemannes und soll dort nach Angaben ihrer Enkelin Ruth Maynard, geb. Engel (1924–2019), unterstützend die Bücher geführt haben.
Hermann und Ida Wronkers zweiter Sohn Erich, bis zum Sommer 1916 als Garde-Dragoner an der Ostfront im Einsatz, verstarb nach knapp zwei Jahren in Davos, Kanton Graubünden, an Tuberkulose. Für seine Eltern Ida und Hermann bildete sein Tod den Anlass, die während des Krieges noch in Planung befindliche und am 16. Juni 1919 eingeweihte Jüdische Heilstätte »Etania« (Lungenheilstätte) in Davos in Folge über rund zwei Jahrzehnte finanziell zu fördern und dafür auch Spenden Dritter einzuwerben und zusammenzutragen.
Gemeinsam mit ihrem Ehemann wurde Ida ehrenamtlich für das Deutsche Rote Kreuz aktiv. Ehrenamtlich war auch ihr ausgeprägtes emanzipatorisches Engagement für das im Jahr 1907 durch Bertha Pappenheim gegründete Heim Isenburg des Jüdischen Frauenbundes in Frankfurts Vorort Neu-Isenburg. Dieses nahm sozial gefährdete minderjährige Mädchen unter 21 Jahren, alleinstehende Schwangere und ledige Mütter auf und bot ihnen Betreuung. Durch gefallene Soldaten, aber auch durch Kriegsgefangene fremder Armeen war eine wachsende Zahl dieser Gruppe zu erwarten.
Während des Ersten Weltkrieges und während der Hungerjahre nach Kriegsende bis zum Ende der Hyperinflation 1923 durch die Einführung der Rentenmark verpflegten Ida und Hermann Wronker im Erfrischungsraum des Frankfurter Warenhauses Wronker auf der Zeil durch tägliche Speisung eine große Vielzahl stark unterernährter Kinder aus der Altstadt, in deren teils mittelalterlichen Häusern oft prekäre Lebensverhältnisse herrschten.
Ida Wronker fungierte ab 1918 als Ehrendame im 1892 eröffneten Gumpertz’schen Siechenhaus (später teils auch Rothschild’sches Siechenhaus genannt), während ihr Ehemann im Vorstand dieser jüdischen Wohlfahrtseinrichtung wirkte. Dieses Engagement könnte auf die Tbc-Leidensgeschichte ihres jüngsten Sohnes zurückzuführen sein, worauf eine großzügige Spende des Ehepaares Wronkers „zum Andenken an ihren unvergeßl. hoffnungsvollen Sohn Erich“ zugunsten des Gumpertz’schen Siechenhauses verweist.
Bei dem Siechenhaus handelte es sich um eine eigenständige stationäre Einrichtung für gebrechliche, unheilbar kranke und bettlägerige Bedürftige jüdischen Glaubens, die jedoch entsprechend der Mitzwa des Bikkur Cholim, des jüdischen Gebots zum Besuch und zur Pflege der Kranken, auch für Nichtjuden offenstand. Das Siechenhaus bot zu dieser Zeit im Frankfurter Ostend, Röderbergweg 62–64, eine professionelle Kranken-, Schwerbehinderten-, Alten- und Armenpflege. Während des Ersten Weltkrieges wurde im Gumpertz’schen Siechenhaus eine Schwerkrankenstation für Offiziere und Mannschaften aller Konfessionen mit bis zu vierzig Betten als Lazarett 33 eingerichtet.
Ab 1927 verbrachte Ida Wronker mit ihrer Familie die Sommerfrische in ihrem Landhaus (zeitgenössisch: Haus Romberg) in Königstein im Taunus (heute: Rombergweg 8). Ida Wronker nutzte Haus Romberg zusammen mit ihrem Ehemann bis 1937, das Landhaus und weitere Wronker-Grundstücke in Königstein wurden jedoch im September 1938 „arisiert“.
1935 wurde die vermietete Wronker-Villa in Frankfurts Savigny-Straße 68 „arisiert“, die Villa am Platz der Republik 76 am 13. Januar 1937.
1937 besuchte das Ehepaar seine bereits emigrierten Kinder Max und Alice mit deren Familien in der ägyptischen Hauptstadt Kairo, blieb jedoch nicht, weil sie zusammengetragene Spenden an den Hilfsverein für jüdische Lungenkranke »Etania« in der Schweiz übergeben wollten. 1939 zogen Ida und Hermann Wronker kurzzeitig nach Berlin, nachdem ihre Liegenschaften in Frankfurt am Main und Königstein im Taunus „entjudet“, „arisiert“ bzw. zwangsweise enteignet worden waren.
Beide kehrten kurzzeitig nach Frankfurt am Main zurück. Nachdem Ida Geld und Schmuck aus ihrem Besitz in die Schweiz transferiert hatte, um damit den gemeinsamen Lebensunterhalt nach Emigration zu sichern, wurde das Ehepaar auf Veranlassung des der Gestapo angegliederten Devisenfahndungsamtes ohne Angabe einer Begründung festgenommen. Zuständig dafür war die in der Bürger-Straße 22 residierende Stapo-Leitstelle Frankfurt am Main. Hermann kam nach wenigen Tagen wieder frei, Ida jedoch blieb für sechs Wochen im Untersuchungsgefängnis in Frankfurt-Preungesheim inhaftiert; sie habe versucht, die Judenvermögensabgabe (erst 20 Prozent des Gesamtvermögens, schließlich 25 Prozent) zu umgehen.
Noch im selben Jahr floh das Ehepaar nach Paris, um über Marseille den beiden Familien ihrer Kinder nach Kairo zu folgen. Max und Alice unterstützten ihre nahezu mittellos gewordenen Eltern von Ägypten aus finanziell, so dass diese wahrscheinlich bereits über Fahrkarten für die Schiffspassage nach Alexandria verfügten. Nachdem die deutsche Wehrmacht 1940 den nördlichen Teil Frankreichs besetzt hatte, durfte das Ehepaar nach dem 22. Juni 1940 die besetzte Nordzone jedoch nicht mehr verlassen. Die letzte überlieferte Meldeadresse von Ida Wronker und ihrem Ehemann Hermann war offenbar in Arcachon, Département Gironde, 94 Cours Lamarque. Dort erhielten sie bei Raoul Loewenthal, bis zur „Arisierung“ ein leitender Angestellter des Frankfurter Warenhauses Wronker an der Zeil, Unterschlupf. Loewenthal lebte mit seiner französischen Ehefrau zusammen. Ida und Hermann Wronker setzten sich schließlich nach Sauray in das westfranzösische Département Vienne ab, wohl in der Hoffnung, dort weniger überwacht zu sein.
Etwa im Oktober 1941 wurde das Ehepaar von Clermont-Ferrand aus in das Internierungslager in Poitiers, später in das Sammel- und Durchgangslager Drancy und von dort am 23. September 1942 mit Transport 36, Zugnummer Da 901-31, in das Konzentrations- und Vernichtungslager Auschwitz-Birkenau deportiert. Hermann war zu diesem Zeitpunkt 75 Jahre alt, Ida 71, sodass davon auszugehen ist, dass beide kurz nach ihrer Ankunft in den Gaskammern von Auschwitz-Birkenau umgekommen sind. Wie in vielen anderen Fällen wurde ihr Todesdatum amtsgerichtlich auf den Tag des Kriegsendes, den 8. Mai 1945, festgesetzt.

## Erinnerung

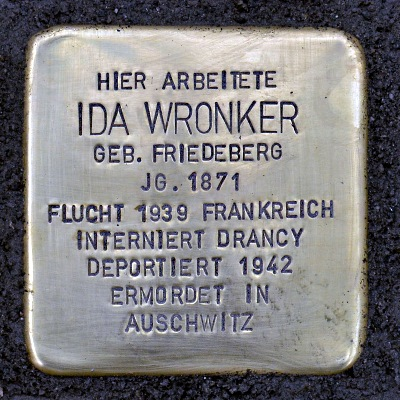
Stolperstein für Ida Wronker

In die Außenmauer des Jüdischen Friedhofes am ehemaligen Judenmarkt bzw. Börneplatz eingelassen entstand ab 1996 im Rahmen der Gedenkstätte Neuer Börneplatz ein Fries aus kleinen Metallblöcken mit den Namen und Lebensdaten von rund 12000 Frankfurter Opfern der Schoáh. Dort wird auch Ida Wronkers und ihres Ehemannes Hermann gedacht.
Am 13. November 2017 wurden am Ort von Ida Wronkers ehemaliger beruflicher Wirkungsstätte an der Zeil drei Stolpersteine für sie, ihren Ehemann Hermann und das einst größte Frankfurter Warenhaus verlegt.